# Čestmír Adam
Čestmír Adam (10. března 1924 Pardubice – 6. června 1999 Praha) byl český a československý politik, vedoucí funkcionář Československé strany socialistické (do roku 1948 Československá strana národně socialistická).

## Biografie
Profesí byl právníkem a ekonomem. Za nacistické okupace se podílel na odboji.
V letech 1945–1946 byl poslancem Prozatímního Národního shromáždění za Československou stranu národně socialistickou respektive za poslaneckou skupinu Český svaz mládeže. V letech 1945–1948 byl funkcionářem národně socialistické mládeže. Po únoru 1948 ve straně setrval a byl funkcionářem Československé strany socialistické. Od roku 1974 byl členem jejího předsednictva a v letech 1974–1987 předsedou městského výboru této strany v Praze.
V letech 1969–1990 zasedal za Československou stranu socialistickou v České národní radě, kde v letech 1976 až 1986 působil ve funkci místopředsedy. V letech 1969–1971 byl Českou národní radou vyslán i jako poslanec do Federálního shromáždění ČSSR (Sněmovna národů ČSSR). V České národní radě setrval i po vlně kooptací po Sametové revoluci až do voleb do České národní rady v roce 1990. V roce 1984 mu byl udělen Řád práce.
Podle Cibulkových seznamů byl agentem StB (krycí jméno EVA).
Jeho bratrem byl lékař Milan Adam.